# Гуна
Гу́на (санскр. गुण, IAST: guṇa) — санскритский термин, который в буквальном переводе означает «верёвка», а в более широком смысле «качество, свойство». Одна из категорий индуистской философии санкхья, где описываются три гуны материальной природы:
1. Саттва-гуна («гуна благости»)
2. Раджо-гуна («гуна страсти»)
3. Тамо-гуна («гуна невежества»)

Под гунами в санкхье понимаются три основные начала материальной природы, три «режима деятельности» иллюзорной энергии майи, обусловливающей живые существа (дживы). Гуны определяют образ жизни, мышление и деятельность души, которую они обусловливают.

## Определение

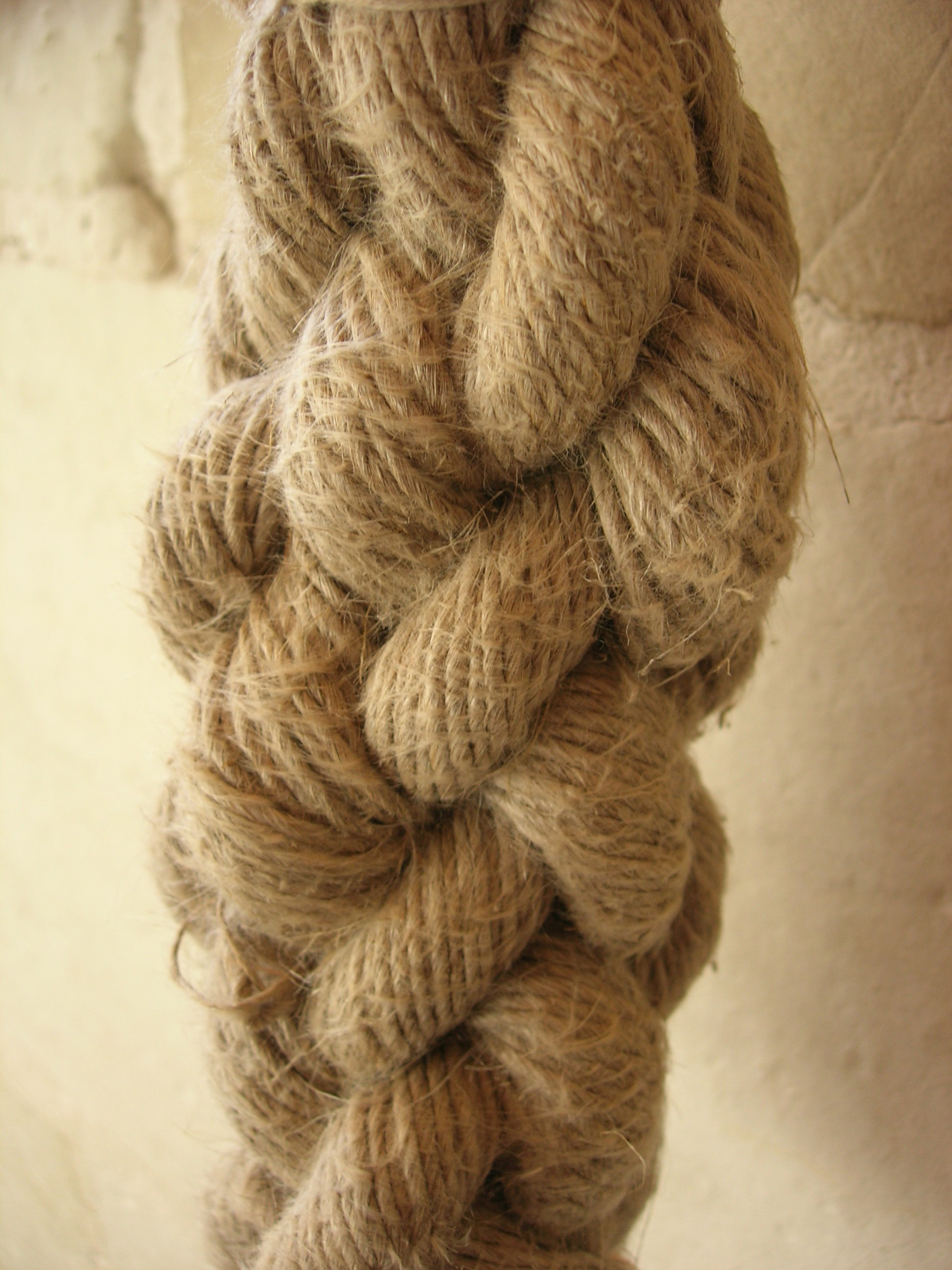
Гуна

В буквальном переводе с санскрита слово «гуна» означает «верёвка», «качество».
Гуны также можно сравнить с тремя основными цветами (красный, зелёный и синий), которые перемешиваясь, создают все остальные цвета. Историк религии Дасгупта интерпретирует понятие гун следующим образом: саттва — элемент интеллекта, раджас — элемент энергии, тамас — элемент массы, стабильной материи или препятствий.

## Гуны в философии санкхья
В представлении философии санкхья три гуны не разделяются, они связаны подобно пламени, маслу и фитилю в лампе. Гуны составляют основу Пракрити и являются причиной разнообразия мира (в зависимости от того, какая из них преобладает в конкретной вещи). Уже в «Санкхья-карике» под гунами подразумевают элементы пракрити.
Функции гун:
- саттва — проявление (пракаша)
- раджас — действие (правритти)
- тамас — сдержанность (ниямана)

Таким образом, саттва — это форма или проявление объекта, раджас — действие, которое способствует проявлению, тамас — сопротивление или бездействие, которое необходимо преодолеть.

## Три гуны в гаудия-вайшнавском богословии
Большинство людей полагают, что управляют всеми своими действиями и принимают все решения в соответствии со своей волей. Однако в «Бхагавадгите» утверждается, что это не так, человек — лишь марионетка во власти трёх гун материальной природы:
Каждый вынужден действовать в соответствии с качествами, данными ему гунами материальной природы; поэтому никто не может удержаться от деятельности даже на мгновение. (3:5)
Верёвка изготавливается путём переплетения трёх пучков волокон. Вначале волокно разделяется натрое, и получившиеся три нити скручивают вместе, после чего скручиваются второе и третье волокно. В конце получившиеся три нити волокон переплетают вместе. Таким образом, верёвка становится очень прочной. Точно так же, в результате смешения трёх гун материальной природы — саттвы, раджаса и тамаса — появляется некий вторичный продукт. Затем они опять смешиваются, и это происходит снова и снова. В результате получается крепкая верёвка, состоящая из гун, переплетённых бесчисленное количество раз. Таким образом, майя связывает индивидуума всё сильнее и сильнее. Своими силами он не в состоянии освободиться от пут иллюзорной энергии. В результате, человек вынужден тяжело трудиться для поддержания своего существования, вести борьбу за существование. В то же самое время, в материальной жизни человек всегда, словно пламенем, охвачен страхом, потому что не знает, что произойдёт в следующий момент. В конце концов все надежды человека и его планы на счастье в этом мире прерываются смертью.
Жизнь индивидуума, пребывающего в саттва-гуне, может показаться вполне счастливой, однако он остаётся обусловлен телесной концепцией жизни и поэтому находится в иллюзии. Он может считать себя Джоном, американцем, мужчиной средних лет, верным мужем, заботливым отцом, разумным, образованным и т. д. Но все эти критерии материальны, так как находятся на уровне тела и ума. Он ещё не осознал, что является душой, вечным слугой Бога, а не телом или умом. До тех пор, пока индивид будет отождествлять себя с телом, он будет находиться под влиянием трёх гун и испытывать страдания, связанные с рождением, старостью, болезнями и смертью. Даже человек, находящийся в саттва-гуне, обусловлен подобным образом. Те, на кого влияет раджас и тамас, связаны попытками удовлетворять свои бесчисленные желания, а пребывающие в тамо-гуне, связаны безумием, ленью и сном.
Настоящей жизнью индивида является духовная жизнь, полная вечности, знания и блаженства (сатчитананда). Под влиянием саттва-гуны люди считают настоящей целью жизни мирское образование и достижение материального благополучия. Для людей в раджо-гуне единственной реальностью является секс и накопление имущества, а в тамо-гуне — сон и одурманивающие средства. Таким образом, чистая духовная природа индивида оскверняется нечистыми желаниями, порождёнными гунами природы.
Бог в вайшнавизме выступает как совершенно независимая Личность; Он волен делать всё, что пожелает. А поскольку все живые существа являются Его крохотными частичками, они тоже имеют в себе свойство быть независимыми, но только в меньшей мере. Таким образом, согласно желаниям индивида, его тело действует либо в саттве, раджасе или тамасе, либо в сочетании этих гун, поскольку его желания материальны. Желания индивида являются результатом отождествления с материальным телом, и поэтому они являются продуктами трёх гун материальной природы. Пути, которыми индивид пытается удовлетворить эти желания, также материальны.

### Вишуддха-саттва
В то время как материальным миром правят три гуны материальной природы, в духовном мире, Вайкунтхе, гуны страсти и невежества полностью отсутствуют; там есть только вишуддха-саттва — гуна благости, свободная от примеси невежества и страсти. В материальном мире даже тот, кто целиком находится под влиянием гуны благости, иногда испытывает на себе воздействие гун невежества и страсти. Но на планетах Вайкунтхи, в духовном небе, гуна благости существует в чистом виде. Там обитает Верховный Господь Вишну и его преданные, которые имеют ту же духовную природу вишуддха-саттвы, то есть находятся под влиянием гуны чистой благости. Планеты Вайкунтхи очень дороги всем вайшнавам, которые стремятся вернуться туда; достичь царства Бога преданным-вайшнавам помогает Сам Вишну.